# Guido Baroni
Guido Baroni (Firenze, 7 marzo 1904 – Roma, 18 agosto 1988) è stato un giornalista e politico italiano.
Fascista della prima ora e squadrista, nel corso del ventennio si dedica al giornalismo grazie all'amicizia con Rodolfo Graziani e in seguito con Galeazzo Ciano. Nel 1936 è inviato speciale de La Stampa nella guerra d'Etiopia, in seguito assume la direzione del «Popolo di Roma», che lascia in seguito alla caduta del fascismo. Durante la RSI dirige «Il Gazzettino» di Venezia dal 25/26 ottobre 1943 al 27 aprile 1945. Graziato dall'amnistia Togliatti.